# ПММ-2М
ПММ-2М — боевая машина (паромно-мостовая машина) инженерных войск ВС Союза ССР.
Паромно-мостовая машина ПММ-2М предназначена для переправы через водные преграды танков, самоходных артиллерийских установок и другого вооружения и военной техники, выполненной на базе танка.
ПММ-2М была предназначена для замены ГСП (гусеничный самоходный паром).

## Техническое описание
Паром состоит из гусеничного плавающего транспортёра с водонепроницаемым корпусом палубной конструкции, соединенных с корпусом шарнирно двух дополнительных понтонов с аппарелями, стыковочными устройствами и проезжими частями.

Паром имеет трехместную кабину с фильтровентиляционной установкой и средствами внутренней и внешней связи, водоходный движительно-рулевой комплекс[какой?], якорно-швартовое оборудование, водооткачивающую систему, противопожарное оборудование и другое.

### Характеристика паромов

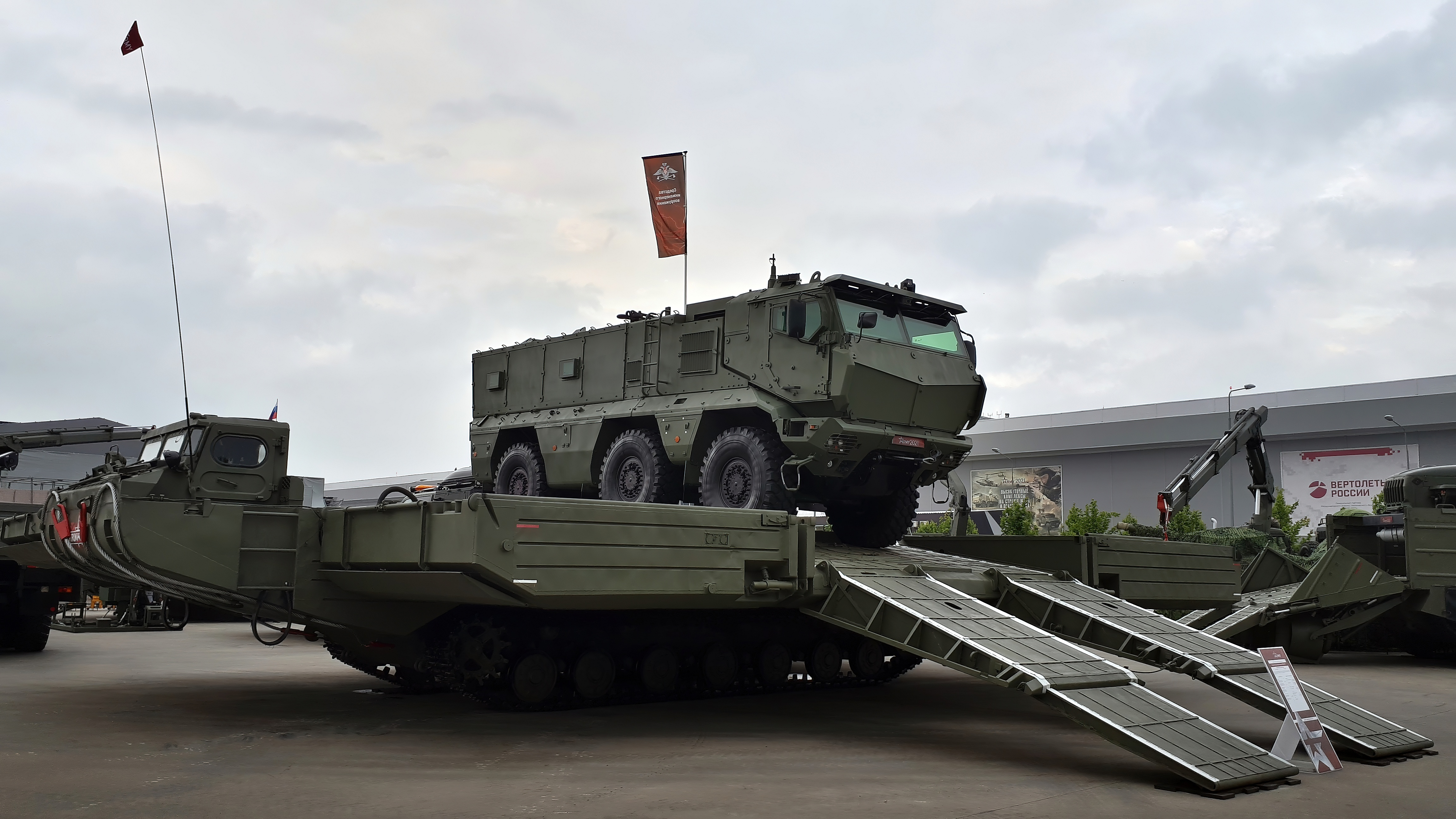
ПММ-2М на выставке «Армия-2021».

Из нескольких самоходных паромов ПММ-2М собираются паромы увеличенной грузоподъемности:
Паром из 2 паромно-мостовых машин
- грузоподъемность – 85 т;
- длина парома – 20 м;
- время сборки – 8 мин.

Паром из 3 паромно-мостовых машин;
- грузоподъемность – 127,5 т;
- длина парома – 30 м;
- время сборки – 10 мин.

### Эксплуатация (боевое применение)
- 2017 — в Сирии[1][2]